# ポピーブロスSr.
ポピーブロスSr.（ポピーブロスシニア)は、任天堂のゲームソフト『星のカービィ』シリーズに登場する架空のキャラクターである。ピエロのような格好をし、爆弾で攻撃してくる。ポピーブロスJr. の親分的存在。攻略本等、正式な場ではポピーブラザーズSr.と表記されている。
漫画版である『星のカービィ デデデでプププなものがたり』では、デデデ大王の一番の部下として登場。はじめのうちは、デデデ大王共々カービィに悪戯をするが、その後はデデデ大王と共に敵ではなくカービィの友達という設定になっている。連載の途中で、「NEWポピー」としてデザインが一度変更されている。

## ゲーム
星のカービィ
一面の中ボスとして登場。爆弾を投げて攻撃してくる。ジャンプ攻撃もしてくる。エクストラモードだと、爆弾を投げてくるほかに、高速で体当たりをしてくる。
星のカービィ 夢の泉の物語・星のカービィ 夢の泉デラックス
中ボスとしてところどころに登場。中ボスの中でも、最初に出てくる。爆弾を投げて攻撃してくる。また、ジャンプ攻撃もしてくる。2体同時に出てくることもある。コピーできる能力は、クラッシュ。
カービィのピンボール
ステージのボスとして登場。爆弾攻撃をフリッパーに受けると、フリッパーが一定時間操作できなくなる。途中で2体に分裂する。
カービィのブロックボール
ステージ4のボスとして登場。爆弾を下方向にのみ投げつけ、スターブロックをこわす。また、パッドに当たるとパッド縮小化する。
星のカービィ スーパーデラックス・星のカービィ ウルトラスーパーデラックス
中ボスとしてところどころに登場。爆弾・体当たりで攻撃する。一度にたくさんの爆弾を投げてくることがある。2体同時に現れることもある。倒すとボムをコピーできる。この作品では爆発物による爆風は敵味方問わずダメージを受けるため、地形によっては自らの投げた爆弾の爆風に巻き込まれて自滅することもある。
なお、中ボスでは弱い部類に入っていたMr.フロスティが『ウルトラスーパーデラックス』では攻撃性が増していたのに対し、同じ部類に入るポピーブロスSr.は特に何の変更点も無く、リメイク前と同じ強さのままになっている。
Kirby's Avalanche
- 北米名「Kirby's Avalanche」、欧州名「Kirby's Ghost Trap」

日本では未発売だが、欧米のみ発売。1995年に北米とヨーロッパでスーパーファミコン#海外版向けに販売された『す〜ぱ〜ぷよぷよ』の英語版。キャラクターやBGMをカービィシリーズのものに差し替えた作品。『す〜ぱ〜ぷよぷよ』における「ふつう」と同等レベルのステージ1に登場（『す〜ぱ〜ぷよぷよ』でのドラコケンタウロスに相当）。

## 関連キャラクター
ポピーブロスJr.
ポピーブロスSr.の弟分。詳しくは「ポピーブロスJr.」を参照。
エアロスター
『星のカービィ 鏡の大迷宮』に登場する中ボス。飛行機のような姿をしておりミサイルや爆弾など飛び道具で攻撃する。ミサイルをコピーできる。
ルームガーダー
『星のカービィ64』に登場する、雑魚キャラクターが大きくなった中ボスクラスの敵の総称。主に、エヌゼット、サボン、カニィ、ガルボ、モプー、ノコギなど。